# 瓜

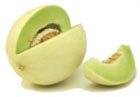
白蘭瓜

瓜是葫蘆科和番木瓜科的庞大瓤多的果實的統稱，當中部份是水果，部份是蔬菜。
中國在春秋時期即有瓜的記載。《詩經．大雅．綿》：“綿綿瓜瓞，民之初生，自土沮漆。”《詩經．幽風．七月》有“七月食瓜，八月斷壺”的敘述。齊襄公派遣连称與管至父戍守蔡丘（今山東省臨淄縣西）。一年後，连称與管至父在蔡丘吃到瓜，想到過去襄公的承諾，到来年瓜熟时派人接替。結果齊襄公食言。最後连称與管至父起兵造反。
王禎《農書》云︰“瓜品甚多，不可枚舉。以狀得名，則有龍肝、虎掌、兔頭、狸首、羊髓、蜜筒之稱；以色得名，則有烏瓜、白團、黃、白、小青、大斑之別。然其味，不出乎甘香而已。”
「瓜」的中文字比較廣義。英文則區分為melons、gourds、squashes等類別。

## 常見的瓜
水果
- 西瓜
- 王瓜
- 木瓜
- 甜瓜
- 哈密瓜

蔬菜
- 青瓜
- 黄瓜（胡瓜）
- 冬瓜
- 南瓜
- 絲瓜
- 北瓜
- 苦瓜
- 白瓜
- 茄瓜
- 葫蘆（瓠瓜）
- 佛手瓜
- 金丝瓜
- 醉瓜
- 毛瓜
- 太陽瓜
- 李香瓜
- 珍珠瓜
- 金密瓜
- 番茄瓜

## 延伸阅读
[在维基数据编辑]
 《欽定古今圖書集成·博物彙編·草木典·瓜部》，出自陈梦雷《古今圖書集成》